# Lecane lunaris
Lecane lunaris är en hjuldjursart som först beskrevs av Ehrenberg 1832.  Lecane lunaris ingår i släktet Lecane och familjen Lecanidae. Arten är reproducerande i Sverige. Inga underarter finns listade i Catalogue of Life.